# 劇団バルスキッチン
劇団バルスキッチン（げきだんバルスキッチン）は、日本の劇団である。2017年から東京都を拠点に活動している。主宰は劇作家・演出家の前野祥希。

## 概要
作風は何も考えないで笑えるようなライトな演劇とするコメディ劇団である。YouTubeチャンネルでもコントを公開している。
2015年10月に前野祥希が、個人での演劇プロデュース活動のため「演劇製作団体バルスキッチン」を設立。2017年10月に劇団として「劇団バルスキッチン」を結成し、翌11月に旗揚げ公演を行う。当初はファンシー雑貨小売・卸しなどを手掛ける虎屋の別事業としての活動であったが2023年に独立。
東京・高島平に劇場・バルスタジオを開設し運営も行っている。
2024年の第36回池袋演劇祭において、演劇祭初参加ながら第36回公演『商店街グランドリオン』で大賞を受賞した。

## 劇団員
- 前野祥希
- 川岸銀次
- 江口航
- ズドン
- 上田雄太郎
- 尾上恭平
- ゆうき
- 愛恵
- 若林沙織
- 大内真佑花

### 過去の劇団員
- 秋山俊介
- 飯島英幸
- 飯塚志織
- 西間庭惇
- 小城祐介
- 瀧澤優子

## 公演記録
劇場名の「※」は劇団持ち小屋のバルスタジオ。特記あるものを除き、脚本・演出は前野祥希。
|        | 作品名                                             | 公演期間                   | 劇場                              | 備考                             |
| ------ | -------------------------------------------------- | -------------------------- | --------------------------------- | -------------------------------- |
| 旗揚げ | 青春フルスロットル                                 | 2017年11月29日 - 12月3日   | シアターブラッツ                  |                                  |
| 第2回  | どぎまぎメモリアル                                 | 2018年4月4日 - 8日         | シアターブラッツ                  |                                  |
| 第3回  | 情熱リザレクション                                 | 2018年7月4日 - 8日         | シアターブラッツ                  |                                  |
| 第4回  | 青春フルスロットル                                 | 2018年9月5日 - 9日         | コフレリオ 新宿シアター           |                                  |
| 第6回  | 歌舞伎町ビターナイト                               | 2019年1月16日 - 20日       | ※                                 |                                  |
| 第7回  | どぎまぎメモリアル                                 | 2019年3月27日 - 31日       | ※                                 |                                  |
| 第8回  | 迷宮ディテクティブ                                 | 2019年5月22日 - 26日       | ※                                 |                                  |
| 第9回  | 青春フルスロットル                                 | 2019年8月28日 - 9月1日     | ※                                 |                                  |
| 第10回 | 歌舞伎町シュガーナイト                             | 2019年11月20日 - 24日      | ※                                 |                                  |
| 第11回 | どぎまぎメモリアル                                 | 2020年3月4日 - 8日         | ※                                 | 演出：浮谷泰史                   |
| 第12回 | ぬいぐるみスピリット                               | 2021年2月17日 - 21日       | ※                                 |                                  |
| 第13回 | どぎまぎメモリアル                                 | 2021年4月21日 - 25日       | ※                                 |                                  |
| 第14回 | 青春フルスロットル                                 | 2021年5月26日 - 30日       | CBGKシブゲキ!!                    |                                  |
| 第15回 | 商店街グランドリオン                               | 2021年7月21日 - 25日       | シアターグリーン BIG TREE THEATER |                                  |
| 第16回 | 歌舞伎町ビターナイト                               | 2021年9月29日 - 10月3日    | ※                                 |                                  |
| 第17回 | 歌舞伎町シュガーナイト                             | 2021年12月1日 - 5日        | ※                                 |                                  |
| 第18回 | どぎまぎメモリアル                                 | 2022年3月16日 - 21日       | ※                                 |                                  |
| 第19回 | どん底ボトムアウト                                 | 2022年5月4日 - 8日         | ※                                 | 脚本・演出：ゆうき               |
| 第20回 | 親父のテイスティー                                 | 2022年7月13日 - 18日       | ※                                 | 脚本・演出：ゆうき               |
| 第21回 | ほぼほぼ心霊スポット                               | 2022年9月14日 - 19日       | ※                                 |                                  |
| 第22回 | 高飛車モンスター                                   | 2022年11月16日 - 20日      | ※                                 | 脚本・演出：ゆうき               |
| 第23回 | 産声フォーユー                                     | 2023年2月22日 - 26日       | ※                                 | 脚本・演出：ゆうき               |
| 第24回 | 『どぎまぎメモリアル』〜どぎどぎピンクバージョン〜 | 2023年3月21日 - 26日       | ※                                 |                                  |
| 第25回 | 『どぎまぎメモリアル』〜まぎまぎブルーバージョン〜 | 2023年4月5日 - 9日         | ※                                 |                                  |
| 第26回 | 夢ぼくろファンタジア                               | 2023年6月21日 - 25日       | ※                                 |                                  |
| 第27回 | 鴨川ファイヤーワークス                             | 2023年7月12日 - 17日       | ※                                 | 脚本：ゆうき                     |
| 第28回 | 高飛車モンスター                                   | 2023年8月9日 - 13日        | ※                                 | 脚本：ゆうき                     |
| 第29回 | 歌舞伎町ビターナイト                               | 2023年10月4日 - 9日        | ※                                 |                                  |
| 第30回 | 歌舞伎町シュガーナイト                             | 2023年11月1日 - 5日        | ※                                 |                                  |
| 第31回 | 浅草プロローグ                                     | 2024年1月24日 - 28日       | ※                                 | 脚本：ゆうき                     |
| 第32回 | どぎまぎメモリアル 〜どぎどぎピンクver.〜          | 2024年3月20日 - 24日       | ※                                 |                                  |
| 第33回 | どぎまぎメモリアル 〜まぎまぎブルーver.〜          | 2024年3月27日 - 31日       | ※                                 |                                  |
| 第34回 | 強くてコンティニュー                               | 2024年4月24日 - 28日       | シアターグリーン BIG TREE THEATER |                                  |
| 第35回 | ほぼほぼ心霊スポット                               | 2024年7月10日 - 15日       | ※                                 |                                  |
| 第36回 | 商店街グランドリオン                               | 2024年9月11日 - 16日       | シアターグリーン BIG TREE THEATER | 第36回池袋演劇祭 大賞            |
| 第37回 | 歌舞伎町ビターナイト                               | 2024年10月23日 - 27日      | ※                                 |                                  |
| 第38回 | 歌舞伎町シュガーナイト                             | 2024年11月20日 - 24日      | ※                                 |                                  |
| 第39回 | 歌舞伎町ホーリーナイト                             | 2024年12月18日 - 22日      | ※                                 |                                  |
| 第40回 | どぎまぎメモリアル                                 | 2025年4月23日 - 29日       | ※                                 |                                  |
| 第41回 | 夢ぼくろファンタジア                               | 2025年6月4日 - 8日         | ※                                 |                                  |
| 第42回 | 七夕スターダスト                                   | 2025年7月9日 - 13日        | シアターグリーン BIG TREE THEATER |                                  |
| 第43回 | 商店街グランドリオン                               | 2025年9月3日 - 7日〈予定〉 | あうるすぽっと                    | 第36回池袋演劇祭大賞受賞団体公演 |

その他
|            | 作品名                           | 公演期間                         | 劇場       | 備考           |
| ---------- | -------------------------------- | -------------------------------- | ---------- | -------------- |
| 製作委員会 | 舞台「NORN9 ノルン+ノネット」    | 2018年10月17日 - 21日            | 草月ホール | 脚本：蛭田直美 |
| コラボ     | 舞台「志立彩色女学院アイドル科」 | 2023年5月24日 - 28日             | ※          |                |
| コラボ     | 舞台「志立彩色女学院アイドル科」 | 2023年9月13日 - 18日             | ※          |                |
| コラボ     | 舞台「志立彩色学園アイドル科」   | 2024年2月7日 - 12日・21日 - 25日 | ※          |                |
| コラボ     | 舞台「志立彩色女学院アイドル科」 | 2024年6月26日 - 30日             | ※          |                |
| コラボ     | 舞台「志立彩色学園アイドル科」   | 2025年2月11日 - 16日             | ※          |                |

## 受賞歴
- 2024年 - 第36回池袋演劇祭：大賞（第36回公演『商店街グランドリオン』）[7][8]

## バルスタジオ
東京都板橋区高島平にある、劇団バルスキッチン所有の小劇場・イベントスペースである。
2018年に、「ライブステージ ほっぢポッヂ」跡に開業した。
- 所在地：〒175-0082 東京都板橋区高島平八丁目15番10号 パレット高島平B2F
- アクセス：都営地下鉄三田線高島平駅より徒歩3分
- 客席数：約120席